# Reemtsma-Skandal
Der Reemtsma-Skandal war ein schwerwiegender Korruptionsfall, der – ausgebrochen zur Zeit der Weimarer Republik und noch über die Zeit des Nationalsozialismus hinaus virulent – für politisches Aufsehen sorgte. Seinen Ausgang nahm der Fall im Jahr 1929 in der Republik Baden, als Reemtsma die in Baden-Baden ansässige Zigarettenfabrik A. Batschari übernahm und damit die Affäre Batschari-Reemtsma auslöste. Im harten Konkurrenzkampf der seinerzeit sehr lukrativen Zigarettenbranche ließ sich Reemtsma aufgrund seiner engen Bindungen zum Reichsfinanzministerium großzügige Steuerprivilegien einräumen. Diese und weitere Geschäftspraktiken erfüllten Straftatbestände. Skandalös war auch, dass versucht wurde, die kollusiven Maßnahmen der Beteiligten vor der Öffentlichkeit geheim zu halten. 
Die durch den Skandal offengelegten Missstände in Politik und Wirtschaft stellten die Legitimität der Republik in Frage und wirkten sich auch auf den Landtagswahlkampf 1929 aus.

## Vorgeschichte
Reemtsma hatte seinen Firmensitz in den frühen 1920er Jahren von Erfurt nach Hamburg verlegt. Die Söhne des Firmengründers Bernhard Reemtsma, H. F. und P. F. Reemtsma, hatten Reemtsma trotz Inflation und Währungspolitik zu einem hochprofitablen Unternehmen gemacht. In Hamburg wurden Produktion, Unternehmensstruktur und werbliche Präsenz modernisiert. Um den Handel zu kontrollieren, bildete Reemtsma 1925/26 zunächst Interessensgemeinschaften mit anderen Anbietern wie Jasmatzi und Yenidze, die im Anschluss übernommen wurden. Als Marktführer übten sie Druck auf die Politik aus.
Gegen das neugeschaffene Großunternehmen rührte sich in der Branche zunehmend Widerstand. Während die Tabaksteuerreform des Jahres 1925 mit der Erhöhung der sogenannte „Banderolensteuer“, die nach der Lagermenge verarbeiteten Tabaks bemessen wurde, vielen Tabakherstellern zum wirtschaftlichen Verhängnis wurde, hatte Reemtsma von der geplanten Steuererhöhung auf fertige Produkte rechtzeitig erfahren, diese ausgelagert und nur den nicht steuerpflichtigen Rohtabak gehalten. Das Unternehmen profitierte so indirekt von der Not der Konkurrenz. 1926 begünstigte das Reichsfinanzministerium eine Steuerhinterziehung des Konzerns, nachdem Reemtsma aus Tabakabfällen Zigaretten für den Export nach Frankreich hergestellt hatte. Nachdem der steuerbegünstigende Tatbestand bekannt geworden war, wurden die gegen Reemtsma eingeleiteten Strafverfahren gegen eine pauschalierte Sicherheitsleistung von 600.000 Reichsmark eingestellt; als abgegolten galten damit die Rückvergütung von Steuervorteilen, zu erwartende Geldstrafen und sämtliche Verfahrenskosten. Auch erhielt Reemtsma fortlaufende Informationen über die sich verschlechternde Finanzlage der Konkurrenz, dramatisiert durch die Fiskalpolitik des Reichs.

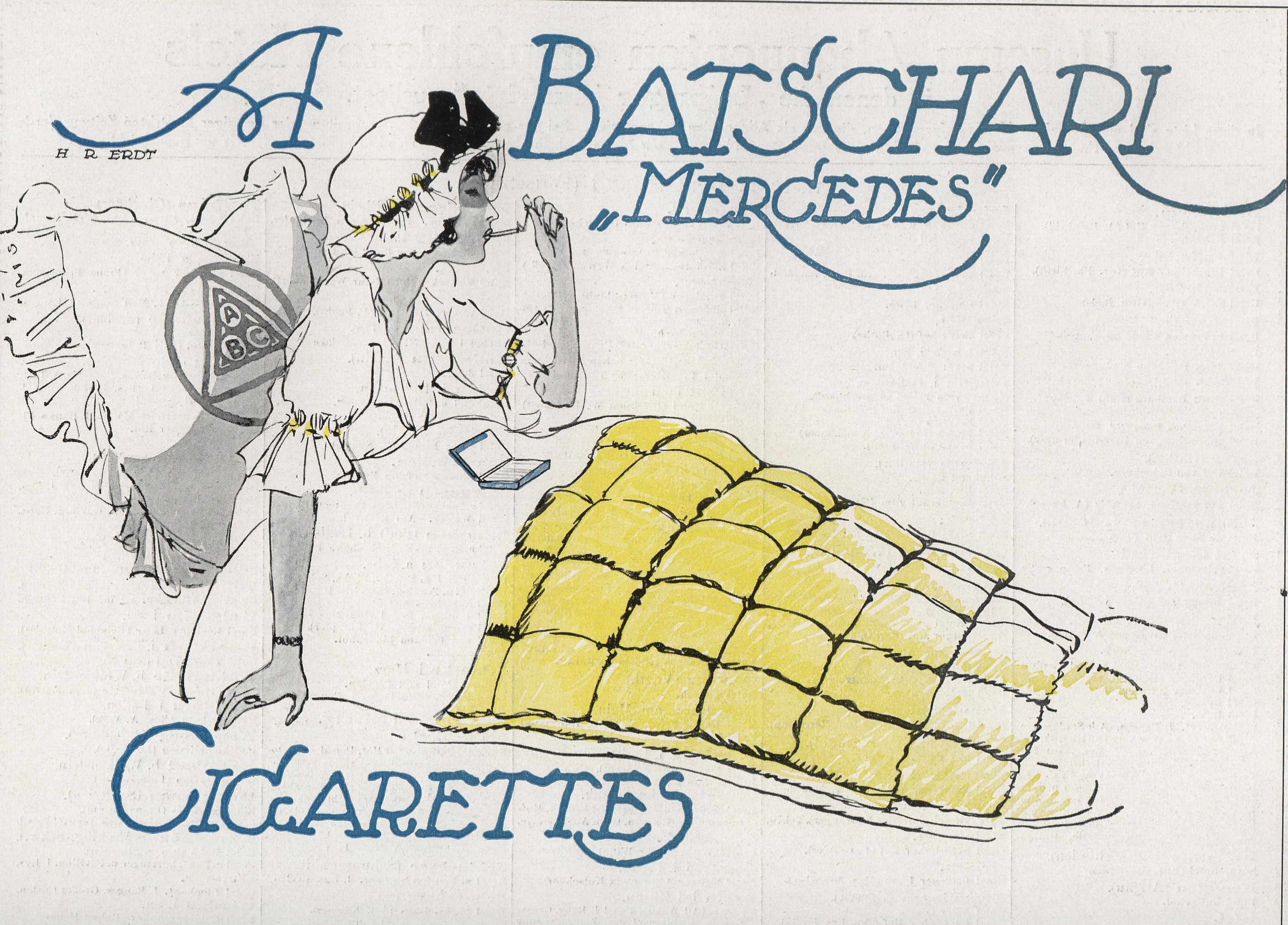
Batschari-Reklame von Hans Rudi Erdt

Der Übernahmekandidat, die Zigarettenfabrik Batschari, war 1899 in Baden-Baden gegründet worden. Batschari hatte sich zu einer der bekanntesten Branchenmarken entwickelt. Abgeleitet von August-Batschari-Cigaretten vertrieb Batschari seine Zigaretten erfolgreich unter dem Logo ABC. Der wirtschaftliche Erfolg hatte das Unternehmen zu einem bedeutenden Arbeitgeber der Stadt gemacht. Nach Ende des Ersten Weltkrieges kriselte das Unternehmen und geriet ab 1923 in eine empfindliche wirtschaftliche Schieflage. Diese war durch mehrere Faktoren begünstigt. Einerseits waren die Eignerstrukturen in den einzelnen Aktiengesellschaften des Konzerns unübersichtlich geworden, nachdem der Unternehmensgründer und Mehrheitseigner verstorben war. Andererseits war über die Zeit des Krieges und dessen Folge eine massive Geldentwertung eingetreten, zusätzlich belastet durch die gegen Deutschland gerichteten hohen Reparationsforderungen, die zur Ruhrbesetzung in der regionalen Nachbarschaft führten. Unter diesen Rahmenbedingungen litt die Geschäftspolitik etlicher Tabakhersteller. Daneben machte auch Batschari die erhöhte Tabakwarensteuer erheblich zu schaffen, zumal sie beim Hersteller anfiel. Ab 1929 mussten einige Firmenteile des Batschari-Konzerns liquidiert werden. Die entstandene Arbeitslosigkeit wurde Gegenstand ausgiebiger politischer Debatten.

## Der Skandal

Dr. Rudolf Hilferding, Reichsfinanzminister im Jahr 1929

Profitorientierte Industrielle suchten Spekulationsobjekte und nahmen unter anderem Batschari ins Blickfeld. Unter den Interessenten befand sich die Hamburger Firma Reemtsma, deren bedeutendster Konkurrent die Martin Brinkmann AG war. Beider Geschäftspolitik reagierte auf die tatsächlich steigende Nachfrage an Zigarettenprodukten, was den Wettbewerb unter Druck setzte. Nach der Übernahme von Bulgaria, was selbst der Belegschaft gegenüber geheim gehalten wurde, und kurz vor dessen endgültigen Zusammenbruch, kaufte Reemtsma im März 1929 die noch bestehenden Teile Batscharis. Zu dessen Finanzierung wurden großzügig staatliche Subventionen gewährt und dabei vornehmlich die bestehende Steuerschuld des übernommenen Unternehmens gestundet. Was auf den ersten Blick ökonomisch unsinnig erschien, denn gegen einen auszulobenden Kaufpreis standen 12 Millionen Reichsmark Steuerschuld, blieb aus Konkurrenzgründen sinnvoll, wollte man doch die alleinige Marktführerschaft ansteuern. Mehr noch, es wurde auf einen finalen Steuerschuldenerlass spekuliert, wenn der Standort Baden-Baden erhalten bleiben sollte. In Anbetracht der bevorstehenden Landtagswahl bemühte sich der badische Justizminister Gustav Trunk um ein beherztes Entgegenkommen. Der letztlich erzielte Kompromiss bestand darin, dass Reemtsma die bei Batschari aufgelaufenen Steuern erlassen würden, wenn zumindest eine Kartonagenfabrik zum teilweisen Arbeitsplatzerhalt (fort-)führt werden würde. Einem dahin lautenden Antrag gab Reichsfinanzminister Rudolf Hilferding statt. 
Die Bekanntgabe dieser Vereinbarung erregte in der Öffentlichkeit Empörung und löste politische Debatten aus. Da die Vereinbarung aber sichergestellt war, wurde die Fabrik modernisiert. Die Runde machten Gerüchte und Spekulationen über die wahren Gründe für das außerordentliche Steuergeschenk an Reemtsma. Die offizielle Begründung des Reichsministeriums, der wirtschaftlichen Not Badens durch Arbeitsplatzerhalt begegnen zu wollen, schenkte man kaum Glauben. Eher wurde vermutet, dass Reemtsma sich durch Betrug und Korruption im Beamtenapparat sowie Bestechung rechtswidrige Vorteile verschafft habe (Banderolen-Hehlerei, Zigarettenschmuggel nach Frankreich). 
Kampagnen der Klein- und Mittelindustrie, die über den Journalisten Friedrich Tetens – er galt als effizientes Sprachrohr in viel beachteten Artikeln (beispielsweise in der von Carl von Ossietzky herausgegebenen Zeitschrift Die Weltbühne) – lanciert wurden, erhöhten die Aufmerksamkeit. Ein ehemaliger Batschari-Angestellter verfasste Schmähschriften gegen Reemtsma und unterließ dies erst nach strafrechtlicher Verurteilung im Jahr 1931. Die Gerüchte um zweifelhafte Geschäftsmethoden in der Zigarettenbranche konnten nicht zum Verstummen gebracht werden. Finanzverwaltung und Justiz sahen sich massivem Korruptionsverdacht und politischer Unglaubwürdigkeit ausgesetzt.
Bis 1948 produzierte Batschari als Zweigwerk des Reemtsma-Konzerns, 1962 ging Batschari an die Firma Haus Neuerburg über, die den Betrieb im gleichen Jahr noch stilllegte.